# Hil van Calcar
Hilje (Hil) van Os-van Calcar (Ezinge, 2 juni 1920 – Hilversum, 19 juni 2013) was een Nederlands kunstschilder, tekenaar en lithograaf.

## Leven en werk
Hilje of Hil van Calcar was een dochter van landbouwer Fiepko van Calcar (1882-1930) en Margaretha Annette Bolt (1894-1961). Als tiener verhuisde ze met haar ouders naar de stad Groningen, waar ze studeerde aan Academie Minerva (1938-1940). Na de Tweede Wereldoorlog trok ze naar Amsterdam. Ze vervolgde daar haar opleiding in de studierichting vrije schilderkunst aan de Rijksakademie van beeldende kunsten (1945-1949), als leerling van Gé Röling en Willem van den Berg. Na de academie maakte ze meerdere studiereizen naar het buitenland en volgde ze nog privélessen bij Giovanni Costetti. In 1960 keerde Van Calcar terug naar Groningen. Ze trouwde er in 1967 met Dr. Dirk van Os (1889-1971), oud-hoogleraar farmacie en toxicologie aan de Rijksuniversiteit Groningen. Ze had al in 1950 diens portret geschilderd, ter gelegenheid van zijn zilveren jubileum als hoogleraar. Het portret kreeg later een plek in de Senaatskamer van het Academiegebouw in de stad.
Van Calcar schilderde, tekende en lithografeerde landschappen, portretten en stillevens in naturalistische trant. Ze werd in 1960 lid, later commissaris en voorzitter, van de Groninger kunstkring De Ploeg en in 1963 van het Grafisch Centrum Groningen. Jan Lucas van der Baan toonde haar met een oliespuit onder een drukpers op zijn Koppermaandagprent 1965, samen met Toet Dekking, Klaas van Dijk, Johan Dijkstra, Ruurd Elzer, Johann Faber en Olga Wiese. Naast de tentoonstellingen met De Ploeg toonde Van Calcar haar werk onder meer in het Provinciehuis (1961), met Max van der Wissel (1963) in Cinema Palace en met Jacqueline Kasemier in het Diakonessenhuis (1984) in Groningen.
Hil van Os-van Calcar overleed kort na haar 93e verjaardag. Ze liet een legaat na aan het Groninger Museum, dat mede hierdoor in 2019 het glaskunstwerk Grand Stairwell Installation kon aankopen.
- RKD-Nederlands Instituut voor Kunstgeschiedenis: 14761